# C8H7ClO
化学式C8H7ClO（摩尔质量：154.59 g/mol）可能指：
- 2-氯苯乙酮，CAS号：532-27-4
- 苯乙酰氯，CAS号：103-80-0

|  | 这个同类索引页列出了具有相同分子式的化学物（即同分異構體）条目。 除非您是有意链接至本页，否则应将相应条目的内部链接指向正确的条目。 |